# 圖申
圖申是波蘭的城鎮，位於該國中部，距離首府羅茲約15公里，由羅茲省負責管轄，面積23.25平方公里，2006年人口7,178。在第二次瓜分波蘭中，該鎮在1793年被納入普魯士王國管治範圍。

## 外部連結
- Official town website （页面存档备份，存于）
- Unofficial town website （页面存档备份，存于）

51°36′N 19°33′E / 51.600°N 19.550°E